# Vonkerosie
Vonkerosie is een fysisch proces waarbij materiaal van een object door een vonkboog wordt omgezet in plasma. Dit verschijnsel veroorzaakt slijtage, maar wordt ook gebruikt als verspaningstechniek, zie vonkverspanen.

## Vonkerosie als verspaningstechniek
Vonkerosie is een zeer nauwkeurig proces waarbij materiaal van een werkstuk wordt afgenomen door middel van elektrisch gegenereerde warmte: een elektrothermische verspaningstechniek waarbij materiaal wordt verwijderd door een opeenvolging van gecontroleerde elektrische vonken tussen een gereedschapselektrode en een werkstuk en dit steeds in een diëlektricum. Elk materiaal dat elektrisch geleidt kan met ‘vonken’ bewerkt worden. Deze techniek is daarnaast onafhankelijk van de hardheid van het te verspanen materiaal (de temperatuur bereikt bij vonkerosie ligt in de grootte-orde van 20000°C), waardoor ze ook toepasbaar is op  keramische materialen.

## Werking van het proces
Twee elektroden staan op een kleine afstand van elkaar, namelijk de vormgevende elektrode en het werkstuk. Dit geheel zit ondergedompeld in een diëlektricum. Tussen beide elektrodes wordt een potentiaalverschil opgebouwd. Wanneer een voldoende hoge grensspanning bereikt wordt, slaat een vonk over tussen beide elektrodes. Als gevolg hiervan treedt er smelten en verdampen van materiaal op aan beide elektrodes (zie plasmasnijden). Op het ogenblik dat de vonk dooft, implodeert het vonkkanaal. Hierdoor wordt een deel van de smelt weggeblazen. Door stroming van het diëlectricum, wordt het weggeslagen materiaal verwijderd en het omringende materiaal gekoeld. Het proces begint opnieuw.

## Slijtage
Vonkerosie is ook een oorzaak van slijtage van bijvoorbeeld schakelaars, sleepringen en koolborstels in elektrische apparaten. Bovendien ontstaat stof dat weer extra slijtage kan geven in bijvoorbeeld tandwielen en lagers.
Ook bij bougies ontstaat slijtage door vonkerosie.

## Vonkerosie bij het spoor
Vonkerosie is een oorzaak van slijtage aan de bovenleidingen bij het spoor (en slijtage aan de stroomafnemer). Als er geen goed contact is tussen de bovenleiding en de stroomafnemer, ontstaat een vonk. Als dit om de een of andere reden telkens op dezelfde plaats gebeurt, dan kan dit uiteindelijk leiden tot draadbreuk.